# Hòn Thơm
Hòn Thơm, còn được gọi là Đảo Dứa, là hòn đảo lớn nhất thuộc quần đảo An Thới trong vịnh Thái Lan, nằm ở phía nam đảo Phú Quốc. Về hành chính, đảo này trực thuộc phường An Thới, đặc khu Phú Quốc, tỉnh An Giang, nằm cách cảng An Thới khoảng 6 km, cách phường Dương Đông khoảng 30 km.
Hòn Thơm có chiều dài khoảng 3,5 km, rộng khoảng 1,2 km, diện tích hơn 3 km². Điểm nhấn của hòn đảo là phong cảnh hoang sơ, thơ mộng với màu nước trong xanh, nhiều ghềnh đá đẹp và lạ mắt. Bên cạnh đó, hòn đảo này còn sở hữu nhiều bãi biển đẹp như bãi Nồm, bãi Nam, bãi Chướng, bãi Trào. Vùng biển phía nam đảo Phú Quốc nói chung và khu vực Hòn Thơm nói riêng có những rạn san hô lớn và nhiều màu sắc, là một phần của khu bảo tồn biển Phú Quốc với diện tích bảo tồn rạn san hô lên đến 9.720 ha.
Năm 2015, chính quyền huyện Phú Quốc đã xác định Hòn Thơm phát triển theo hướng du lịch giải trí và nghỉ dưỡng. Ngày 4 tháng 9 năm 2015, Tập đoàn Sungroup đã khởi công dự án cáp treo và quần thể khu vui chơi giải trí biển Hòn Thơm – Phú Quốc. Tuyến cáp treo được khai trương vào ngày 4 tháng 2 năm 2018. Vào ngày 14 tháng 2 năm 2018, cáp treo và quần thể vui chơi giải trí biển Sun World Hon Thom Nature Park chính thức bắt đầu đón du khách.